# Ковачевич, Радомир
Радоми́р Кова́чевич (серб. Радомир Ковачевић / Radomir Kovačević; 20 марта 1954, Двар — 14 июня 2006, Белград) — сербский югославский дзюдоист тяжёлой весовой категории, выступал за сборную Югославии во второй половине 1970-х — первой половине 1980-х годов. Участник трёх летних Олимпийских игр, бронзовый призёр Олимпийских игр в Москве, бронзовый призёр чемпионатов мира и Европы, чемпион Средиземноморских игр, победитель и призёр многих турниров национального значения.

## Биография
Радомир Ковачевич родился 20 марта 1954 года в городе Двар, Югославия, его отец был ветераном Второй мировой войны. В возрасте тринадцати лет начал серьёзно заниматься лёгкой атлетикой, затем пробовал себя в баскетболе и греко-римской борьбе. Наконец, летом 1971 года перешёл в дзюдо — проходил подготовку в Токайском университете в Японии.
Первого серьёзного успеха в дзюдо на международном уровне добился в сезоне 1976 года, когда попал в основной состав югославской национальной сборной и побывал на чемпионате Европы в Киеве, откуда привёз награду бронзового достоинства, выигранную в открытой весовой категории. Кроме того, в этом сезоне сразу в двух весовых категориях (тяжёлой и абсолютной) выступал на летних Олимпийских играх в Монреале, но ни в одной из категорий попасть в число призёров не смог.
В 1979 году Ковачевич в тяжёлом весе одержал победу на домашних Средиземноморских играх в Сплите и в абсолютной весовой категории взял бронзу на чемпионате мира в Париже. Благодаря череде удачных выступлений удостоился права защищать честь страны на Олимпийских играх 1980 года в Москве — на сей раз в тяжёлом весе в 1/8 финала победил знаменитого советского дзюдоиста Виталия Кузнецова, но на стадии четвертьфиналов проиграл болгарину Димитру Запрянову. Тем не менее, в утешительной встрече за третье место взял верх над представителем КНДР Ким Мён Гу и завоевал тем самым бронзовую олимпийскую медаль. Также боролся в открытом весе, но в первом же поединке был побеждён олимпийским чемпионом Анджело Паризи.
После московской Олимпиады Радомир Ковачевич остался в основном составе дзюдоистской команды Югославии и продолжил принимать участие в крупнейших международных турнирах. Так, в 1983 году он одержал победу на международном турнире в Италии и получил бронзу на Кубке Венгрии в Будапеште. Будучи одним из лидеров югославской национальной сборной, благополучно прошёл квалификацию на Олимпийские игры 1984 года в Лос-Анджелесе, в тяжёлом весе победил двоих соперников и двоим соперникам проиграл, заняв таким образом пятое место итогового протокола. Также в этом сезоне выступил на чемпионате Европы в Льеже, но в первом же поединке уступил советскому борцу Алексею Тюрину. Вскоре по окончании этих соревнований принял решение завершить карьеру спортсмена.
Впоследствии работал тренером по восточным единоборствам, в частности в течение многих преподавал дзюдо в общеобразовательной школе в США. Тренировал дзюдоистов в клубе «Спартак» в районе Форест-Хилс.
В 1985 году исполнил роль силача Урса в мини-сериале Франко России «Камо грядеши» по одноимённому роману Генрика Сенкевича.
Умер 14 июня 2006 года в Белграде после восемнадцати месяцев борьбы с раком.